# Соболев, Андрей Николаевич (лингвист)
Андре́й Никола́евич Со́болев (род. 13 июля 1965, Ленинград) — российский лингвист, славист и балканист, автор новаторских фундаментальных трудов в области цифровой лингвистической географии, ареальной лингвистической типологии, дескриптивной диалектологии, а также издания и исследования древнейших славянских текстов.

## Биография
Окончил филологический факультет ЛГУ (1987 г.) и аспирантуру Ленинградского отделения Института языкознания АН СССР (1990 г.). Ученик А. В. Десницкой и П. А. Дмитриева.
Кандидат филологических наук (СССР, 1991 г.), doctor habilitatus (Марбургский университет, Германия, 1997 г.), доктор филологических наук (Россия, 1998 г.).
Приват-доцент (с 1997 г.) и внеплановый профессор (ausserplanmaessiger Professor, с 2003 г.) Марбургского университета (Германия), профессор кафедры общего языкознания (2007—2019 гг.) и профессор кафедры славянской филологии (2015—2019 гг.) филологического факультета Санкт-Петербургского государственного университета.
Главный научный сотрудник Института лингвистических исследований РАН (ИЛИ РАН), где беспрерывно работает с декабря 1987 г. В 2012—2014 годах был представителем ИЛИ РАН на Общем собрании академии наук.
Главный научный сотрудник Института славяноведения РАН (ИСл РАН).
В 1999—2003 гг. был научным сотрудником Марбургского университета (факультет иностранных языков; институты славистики, общего языкознания и англистики), в 2008-2010 гг. — научным сотрудником Балканской комиссии Австрийской академии наук в Вене.
Был приглашённым профессором в Мюнхенском и Йенском университетах (Германия), Зальцбургском университете (Австрия), в Университете штата Огайо (Колумбус, США).
Был приглашённым исследователем в Национальном центре научных исследований-CNRS (Париж, Франция), в Университете графства Суррей (Гилдфорд, Великобритания), в Институте Восточной и Юго-Восточной Европы (Вена, Австрия), в институтах Хорватской, Сербской, Македонской, Болгарской и Албанской академий наук.
В 1990-х гг. стипендиат Фонда им. Александра фон Гумбольдта (Германия) и стипендиат Президента Российской Федерации. В 2000-х годах — стипендиат программы им. Гейзенберга Немецкого научно-исследовательского сообщества.
Член Совета Министерства образования и науки Российской Федерации по науке (2015—2018 гг.).
Член Национального комитета славистов Российской Федерации (с 2017 г.).
Заместитель председателя Комиссии по балканскому языкознанию при Международном комитете славистов (1999—2019 гг.).
Руководит международными научно-исследовательскими проектами «Atlas of the Balkan Linguistic Area» , «Малый диалектологический атлас балканских языков», «Функциональная грамматика балканских языков» , проектами Немецкого научно-исследовательского сообщества, Российского научного фонда, Российского фонда фундаментальных исследований, Российского гуманитарного научного фонда и программ Президиума РАН.
Эксперт группы «Историко-филологические науки» Совета по науке при Минобрнауки Российской Федерации, эксперт РАН, эксперт РНФ, эксперт РФФИ.
Научный руководитель Школы сербистики на филологическом факультете МГУ имени М. В. Ломоносова .
Был женат на философе Майе Соболевой.

## Членство в редакционных коллегиях
Член редколлегий периодических изданий и журналов «Јужнословенски филолог» (Сербия; по 2014 г.), «Rasprave: Časopis Instituta za hrvatski jezik i jezikoslovlje» (Хорватия; с 2014 г.), «Poznańskie Studia Slawistyczne» (Польша; с 2013 г.), «Вестник Санкт-Петербургского государственного университета. Серия 9. Язык и литература» (Россия; с 2014 по 2019 г.), «Acta linguistica petropolitana. Труды Института лингвистических исследований» (Россия; с 2014 г.), «Вестник Томского государственного университета. Филология» (Россия, с 2018 г.), «Вопросы лексикографии» (Россия, с 2018 г.), «Международная филологическая конференция. Санкт-Петербург: Избранные труды. СПбГУ» (Россия; с 2014 по 2019 г.), «Albanohellenica» (Албания — Греция; с 2015 г.), «Balcania et Slavia. Studi linguistici | Studies in linguistics» (Италия; с 2021 г.), «Croatica et Slavica Iadertina» (Хорватия; с 2025 г.).

## Области научных интересов
Области научных интересов — балканское языкознание и ареальная типология, сравнительно-историческое славянское языкознание, сопоставительное и синхронно-описательное славянское языкознание, русистика и палеославистика, старославянский язык, церковнославянский язык, сербский язык, хорватский язык, македонский язык, болгарский язык, албанский язык, арумынский язык, греческий язык, диалектология и лингвистическая география, этнолингвистика, история языков и культур Юго-Восточной Европы.
В кандидатской диссертации решил вопрос о причинах и механизмах изменения языкового строя от синтетизма к аналитизму (на примере истории сербских, македонских и болгарских именных систем), в докторской диссертации (хабилитации) решил проблему объективного описания и атрибуции торлакского диалектного комплекса — спорных южнославянских диалектов Восточной Сербии, Западной Болгарии, Северной Македонии и Албании.
Описал и сопоставил морфосинтаксис и синтаксис, лексику и этнолингвистику наиболее репрезентативных диалектов южнославянских и балканских языков   , разрабатывает теорию конвергентных языковых и культурных общностей (языковых союзов) и цифровые методы их изучения, исследует языки симбиотических сообществ Балканского полуострова, языковые границы на Балканах, язык славянских глаголических памятников письменности . 
Совместно с Х. Микласом (Венский университет) и М. МакРоберт (Оксфордский университет) критически издал глаголическую Псалтырь Дмитрия (XI—XII вв.). 
Член Американского лингвистического общества (Linguistic Society of America (LSA)), Европейского лингвистического общества (Societas Linguistica Europaea (SLE)), международной Ассоциации лингвистической типологии (ALT). Член Союза славистов Германии (Deutscher Slavistenverband).

## Награды
Премия Правительства Санкт-Петербурга за выдающиеся научные результаты в области науки и техники в 2019 г. 
Медаль Минобрнауки России за вклад в реализацию государственной политики (2021 г.).
Kenneth E. Naylor Memorial Lecture “Torlak in the Slavic Family and Balkan Sprachbund: Linguistic Problems and Methodological Challenges” (8 апреля 2022 г.), Университет штата Огайо, США. 

## Монографии, тематические выпуски журналов и диалектологические атласы
Балканское языкознание и Балканский языковой союз
- Adamou Evangelia and Andrey N. Sobolev (eds). (In press). The Balkan Linguistic Area: Mapping Variation and Contact. Boston & Berlin: de Gruyter Mouton, 2026

- Atlas of the Balkan Linguistic Area. Eds. Evangelia Adamou and Andrey N. Sobolev, 2025

- Torlak — A Variety in Transition: Language Documentation, Linguistic Description, Methodological Challenges. Eds. Barbara Sonnenhauser, Biljana Sikimić and Andrey N. Sobolev. Zeitschrift für Slawische Philologie. Volume 79 (2023), Issue 1

- Between Separation and Symbiosis - South Eastern European Languages and Cultures in Contact. Ed. Andrey N. Sobolev. Boston/Berlin: de Gruyter Mouton, 2021.
- Основы лингвокультурной антропогеографии Балканского полуострова. Том I. Homo balcanicus и его пространство. СПб.: Наука; München: Otto Sagner Verlag, 2013.

Малый диалектологический атлас балканских языков
- Малый диалектологический атлас балканских языков. Пробный выпуск. München: Biblion Verlag, 2003.
- Малый диалектологический атлас балканских языков. Серия лексическая. Том I. Лексика духовной культуры. München: Biblion Verlag, 2005.
- Малый диалектологический атлас балканских языков. Серия лексическая. Том II. Человек. Семья. München: Biblion Verlag, 2006.
- Малый диалектологический атлас балканских языков. Серия лексическая. Том III. Животноводство. СПб.: Наука; München: Otto Sagner Verlag, 2009.
- Малый диалектологический атлас балканских языков. Серия лексическая. Том V. Полеводство. Огородничество. СПб.: Наука; München: Otto Sagner Verlag, 2013.
- Малый диалектологический атлас балканских языков. Серия грамматическая. Том I. Категории имени существительного. München: Biblion Verlag, 2005.

Арумынский язык
- Южноарумынский говор села Турья (Пинд). Синтаксис. Лексика. Этнолингвистика. Тексты. München: Biblion Verlag, 2005. (Соавторы Bara M., Kahl Th.)

Албанский язык
- Албанский тоскский говор села Лешня (Краина Скрапар). Синтаксис. Лексика. Этнолингвистика. Тексты. Marburg: Biblion Verlag, 2002. (Соавтор Ylli Xh.)
- Албанский гегский говор села Мухурр (Краина Дибыр). Синтаксис. Лексика. Этнолингвистика. Тексты. München: Biblion Verlag, 2003. (Соавтор Ylli Xh.)

Старославянский язык
- Psalterium Demetrii Sinaitici — Band 2. Monasterii s. Catharinae codex slav. 3/N, adiectis foliis medicinalibus ad editionem criticam praeparaverunt Melania Gau, Dana Hürner, Catharina M. MacRobert, Henricus Miklas, Andreas N. Sobolev, sub redactione Henrici Miklas et Catharinae M. MacRobert. Электронное издание http://mns.udsu.ru/mns/portal.main?p1=55&p_lid=2&p_sid=1 и на сайте www.manuscripts.ru

Болгарский язык
- Болгарский широколыкский говор. Синтаксис. Лексика духовной культуры. Тексты. Marburg: Biblion Verlag, 2001.

Македонский язык
- Голо Бордо (Gollobordë), Албания. Из материалов балканской экспедиции РАН и СПбГУ 2008—2010 гг. Под редакцией А. Н. Соболева и А. А. Новика. СПб.: Наука; München: Otto Sagner Verlag, 2013. Перевод на албанский язык опубликован в 2017 г., перевод на македонский язык — в 2018 г.

Сербский язык и хорватский язык, сербохорватский язык
- Глаголическая письменность Западных Балкан X—XVI вв. Санкт-Петербург: Наука, 2016. (Соавторы Афанасьева Т. И., Козак В. В.)
- Sprachatlas Ostserbiens und Westbulgariens. Bd. I. Problemstellung, Materialien und Kommentare, Kartenanalyse. Marburg: Biblion Verlag, 1998.
- Sprachatlas Ostserbiens und Westbulgariens. Bd. II. Karten. Marburg: Biblion Verlag, 1998.
- Sprachatlas Ostserbiens und Westbulgariens. Bd. III. Texte. Marburg: Biblion Verlag, 1998.
- Die serbokroatische Sprache. München: Hieronymus Verlag, 1995.
- Говор села Вратарница в историческом и ареальном освещении. К постановке проблемы южнославянской ч, џ-зоны. München: Verlag Otto Sagner, 1994.

## Основные статьи
- О некоторых инновационных процессах в сфере выражения пространственных значений в территориальных диалектах сербохорватского языка // Zbornik Matice srpske za filologiju i lingvistiku. Knj. XXXI/1. Novi Sad, 1988.
- Категория падежа на периферии балканославянского ареала // Zbornik Matice srpske za filologiju i lingvistiku. Knj. XXXIV/1. Novi Sad, 1991.
- К истории утраты балканославянского склонения // Zbornik Matice srpske za filologiju i lingvistiku. Knj. XXXIV/2. Novi Sad, 1991.
- О неким јужнословенским говорним оазама у источној Србији, западној Бугарској и Румунији (Вратарница, Ново село, Свиница) // Zbornik Matice srpske za filologiju i lingvistiku. Knj. XXXVIII/2. Novi Sad, 1995.
- Домосилецкая М. В., Плотникова А. А., Соболев А. Н. Малый диалектологический атлас балканских языков // Славянское языкознание. XII международный съезд славистов. Доклады российской делегации. М.: Наука, 1998.
- О предикативном употреблении причастий в русских диалектах // Вопросы языкознания. № 5. 1998.
- Probleme der Balkansyntax aus der dialektologischen Sicht // Zeitschrift für Balkanologie. Bd. 35, Heft 2. Wiesbaden, 1999.
- Балканская лексика в ареальном и ареально-типологическом освещении // Вопросы языкознания. №. 2. 2001.
- Новгородская псалтырь XI в. и её антиграф // Вопросы языкознания. № 3. 2003.
- Южнославянские языки в балканском ареале. Доклад к XIII Международному съезду славистов (Любляна, август 2003). Marburg: Institut für Slavische Philologie, 2003.
- Нефинитные таксисные формы и конструкции балканских языков // Актуальные вопросы балканского языкознания. Материалы международной научной конференции (Санкт-Петербург, май 2001 г.). СПб.: Наука, 2003.
- Опыт исследования тюркизмов в балканских диалектах. Часть I // Zeitschrift für Balkanologie. Bd. 40/1. Wiesbaden, 2004.
- Опыт исследования тюркизмов в балканских диалектах. Часть II // Zeitschrift für Balkanologie. Bd. 40/2. Wiesbaden, 2004.
- On the areal distribution of syntactical properties in the languages of the Balkans // Balkan Syntax and Semantics. Ed. by O. Mišeska-Tomić. Leiden: Benjamins, 2004.
- Славянские pluralia tantum. Проблема дефектной парадигмы// Južnoslovenski filolog. Knj. LXI. Beograd, 2005.
- Греческое грамматическое влияние на современный южноарумынский говор Пинда // «Восток и Запад в балканской картине мира». Сборник памяти В. Н. Топорова. M., 2006.
- О названиях сложных артефактов в славянских языках (русские pluralia tantum и их чешские эквиваленты) // Slavia. 76/2. Praha, 2007.
- А. Ю. Русаков, А. Н. Соболев. Субстанциально-функциональная теория балканского языкового союза и славянские языки. Доклад к XIV Международному съезду славистов в Охриде, Македония. СПб.: Наука, 2008.
- Macedonian Language in the West Balkan Linguistic Area // Studien zur Typologie und Universalienforschung 61 (2008) 2.
- О некоторых проблемах и задачах современной балканистики // Južnoslovenski filolog. Knj. LXIV. Beograd, 2008.
- From synthetic to analytic case: Variation in South Slavic dialects // Malchukov A., Spencer A. (Eds.) The Oxford Handbook of Case. Oxford University Press, 2009. P. 716—729.
- Антибалканизмы// Južnoslovenski filolog. Knj. LXVII (2011). Beograd, 2011.
- Slavische Lehnwörter in albanischen Dialekten// Aktuelle Fragestellungen und Zukunftsperspektiven der Albanologie: Akten der 4. Deutsch-Albanischen Kulturwissenschaftlichen Tagung «50 Jahre Albanologie an der Ludwig-Maximilians-Universität München» (23. — 25. Juni 2011, Gut Schönwag bei Wessobrunn)/ hrsg. von Bardhyl Demiraj. München, 2012.
- О македонском говоре села Требишта, Голо Бордо, Албания// Македонски јазик. Скопје, 2012.
- Theoriebildung in der Dialektologie: historisch-vergleichende Beschreibung// Die slavischen Sprachen / The Slavic Languages. Ein internationales Handbuch zu ihrer Struktur, ihrer Geschichte und ihrer Erforschung / An International Handbook of their Structure, their History and their Investigation. Ed. by Kempgen, Sebastian / Kosta, Peter / Berger, Tilman / Gutschmidt, Karl. Band 2. Berlin: Mouton de Gruyter, 2014. S. 2067—2074.
- Мрковичи (и Горана): Языки и диалекты черногорского Приморья в контексте новейших балканистических исследований// Bardhyl Demiraj (Hg.): Sprache und Kultur der Albaner. Zeitliche und räumliche Dimensionen. Akten der 5. Deutsch-albanischen kulturwissenschaftlichen Tagung (5. — 8. Juni 2014, Buçimas bei Pogradec, Albanien). Wiesbaden: Harrassowitz (Albanische Forschungen. 37), 2015. С. 533—551.
- Сравнительно-историческое и ареально-типологическое изучение балканских диалектов: актуальные вопросы теории (Доклад на 11-м Конгрессе по изучению Юго-Восточной Европы. София, 2015 г.)// Linguistique Balkanique. Балканско езикознание. Кн. 1, Том LV. София, 2016. C. 53-74.
- Языки симбиотических сообществ Западных Балкан: греческий и албанский в краине Химара, Албания// Вестник СПбГУ. Язык и литература. 2017. Т. 14. Вып. 3. С. 420–442.
- Areal typology and Balkan (morpho-)syntax// 2018, Balkan Syntax and (Universal) Principles of Grammar Ed. by Krapova, Iliyana / Joseph, Brian Series:Trends in Linguistics. Studies and Monographs [TiLSM] 285.
- Gorlov, Nikita G., Morozova, Maria S.; Sobolev, Andrey N. (2023): “Ethnolinguistic groups of Southeastern Europe: Ways of presentation”. In: Indo-European Linguistics and Classical Philology XXVII. Part I. 326–344.

## Видеолекции и выступления
- Славянские азбуки: Актуальность изучения глаголицы и кириллицы. Вопрос о первой азбуке
- Глаголица X—XI веков
- От глаголицы к кириллице
- Torlak in the Slavic Family and Balkan Sprachbund: Linguistic Problems and Methodological Challenges. Приглашенная лекция (Kenneth E. Naylor Memorial Lecture) в Государственном университете Огайо, США, 8 апреля 2022 г.
- Документальный фильм, приуроченный к 100-летию Института лингвистических исследований, на канале «Санкт-Петербург» (рубрика «Матрица науки»); 31.10.2021 г.